# Ghiacciaio Borchgrevink (Terra Vittoria)
Il ghiacciaio Borchgrevink è un ampio ghiacciaio situato sulla costa di Borchgrevink, nella regione nord-occidentale della Dipendenza di Ross, in Antartide. In particolare, il ghiacciaio, il cui punto più alto si trova a circa 1600 m s.l.m., si trova nei monti della Vittoria, e fluisce verso sud, a partire dal versante meridionale della dorsale McElroy, scorrendo tra l'altopiano Malta e la penisola Daniell, fino a proiettarsi nel mare di Ross sotto forma di lingua glaciale, la lingua glaciale Borchgrevink, poco a sud di capo Jones.
Lungo il suo tragitto, il flusso del ghiacciaio Borchgrevink riceve quello di diversi suoi immissari, come, da sud a nord, l'Ingham, l'Humphries, il Behr, l'Hand, il Line, il Bargh e il Langevad.

## Storia
Il ghiacciaio Borchgrevink è stato così battezzato dalla Spedizione neozelandese di ricognizione geologica in Antartide, 1957-58, in onore di Carsten E. Borchgrevink, comandante norvegese della spedizione britannica in Antartide svoltasi nel 1898-1900, conosciuta anche come spedizione Southern Cross. Borchgrevink e la sua spedizione visitarono quest'area nel febbraio del 1900, osservando per la prima volta la porzione del ghiacciaio nel mare di Ross.

## Mappe
Di seguito una serie di mappe in scala 1:250 000 realizzate dallo USGS della catena dei monti della Vittoria in cui è possibile vedere il flusso del ghiacciaio Borchgrevink in tutta la sua estensione:

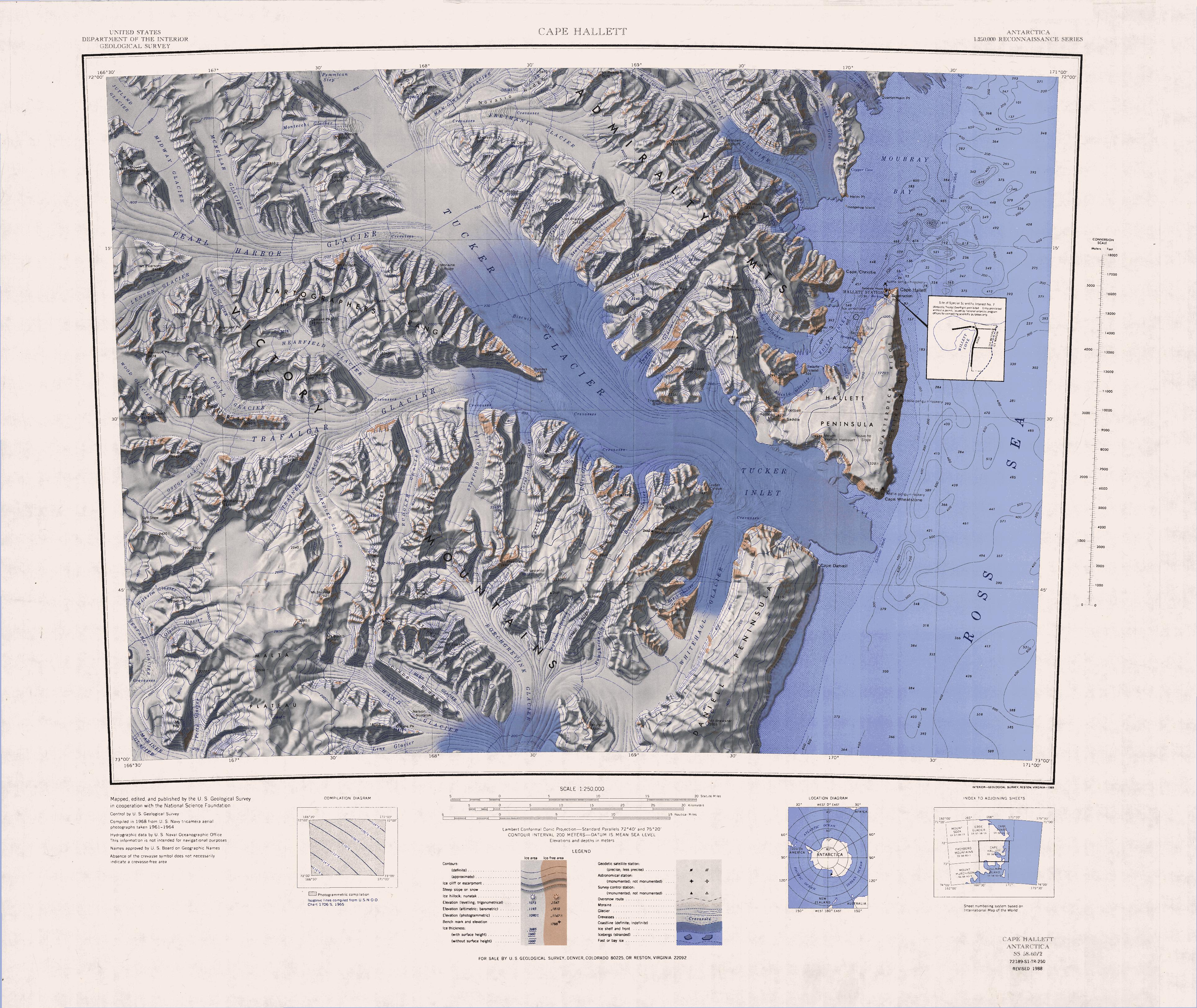
La parte meridionale del flusso del ghiacciaio.
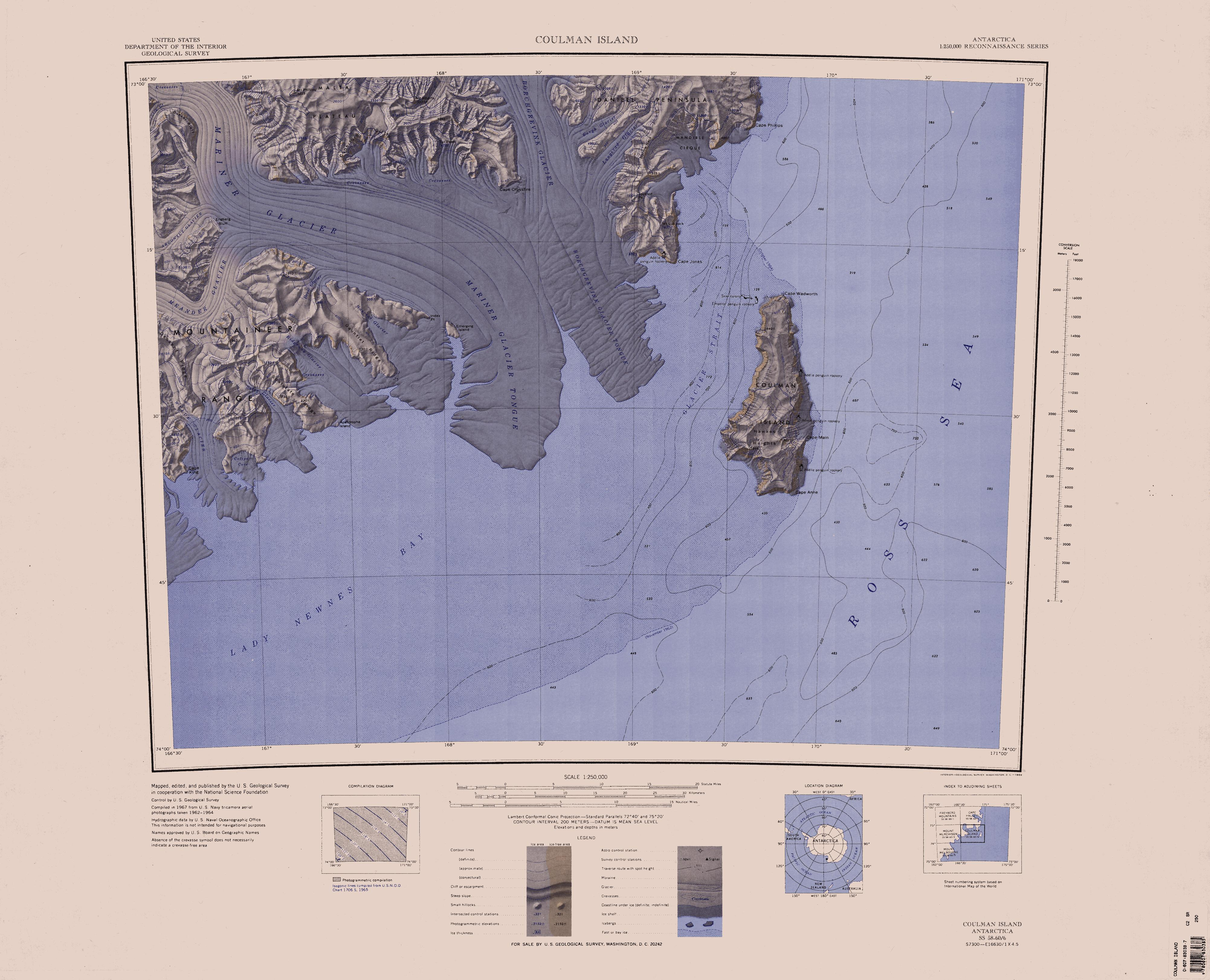
La parte settentrionale del flusso del ghiacciaio.